# بیمارستان شهری برمپتون
بیمارستان شهری برمپتون (انگلیسی: Brampton Civic Hospital) یک بیمارستان مراقبت‌های حاد و فوری در شهر برمپتون کانادا و از زیرمجموعه‌های شبکه سلامت ویلیام آسلر است. این بیمارستان همگانی در عین حال یک بیمارستان آموزشی هم هست و وابسته به دانشکدهٔ پزشکی دانشگاه مک‌مستر است.
بیمارستان شهری برمپتون ۶۰۸ تخت‌خواب و ۴۱۰۰ کارمند دارد و یکی از نخستین مراکز درمانی است که تمام مراحل طراحی، ساخت، تأمین بودجه و نگهداری آن توسط مشارکت و همیاری شرکت‌های خصوصی و دولتی انجام پذیرفته است. در این بیمارستان همه‌ساله ۸۰٬۰۰۰ مراجعه اورژانس و ۲۰۱٬۰۰۰ درمان سرپایی انجام می‌شود.